# Compus de zece prisme triunghiulare
În geometrie compusul de zece prisme triunghiulare este un compus poliedric uniform realizat dintr-un  aranjament simetric chiral de 10 de prisme triunghiulare, aliniate într-un cu axele de simetrie de rotație cu trei poziții ale unui icosaedru (I).
Are indicele de compus uniform UC32.

## Mărimi asociate

### Coordonate carteziene
Coordonatele carteziene ale vârfurilor acestui compus sunt toate permutările pare ale
{\displaystyle \left(\,\pm \varphi ^{-2},\,0,\,\pm \varphi ^{2}\,\right)}
{\displaystyle \left(\,\pm 1,\,\pm 1,\,\pm {\sqrt {5}}\,\right)}
{\displaystyle \left(\,\pm 2,\,\pm \varphi ^{-1},\,\pm \varphi \,\right)}
unde {\displaystyle \varphi ={\frac {1+{\sqrt {5}}}{2}}} este secțiunea de aur.

### Volum
Următoarea formulă pentru volum V este stabilită pentru lungimea laturilor tuturor poligoanelor (care sunt regulate) a:
{\displaystyle V={\frac {5{\sqrt {3}}}{2}}a^{3}\approx 4,330127~a^{3}.}

## Poliedre înrudite
Acest compus are în comun aranjamentul vârfurilor cu trei poliedre uniforme, după cum urmează:
| Rombicosaedru    | Rombidodecadodecaedru               | Icosidodecadodecahedru                     |
| anvelopa convexă | Compus de zece prisme triunghiulare | Compus de douăzeci de prisme triunghiulare |